# Priva cordifolia
Priva cordifolia là một loài thực vật có hoa trong họ Cỏ roi ngựa. Loài này được (L.f.) Druce miêu tả khoa học đầu tiên năm 1917.